# لوريل روز ويلسون
لوريل روز ويلسون (بالإنجليزية: Laurel Rose Willson)‏ هي كاتِبة أمريكية، ولدت في 18 أغسطس 1941 في واشنطن في الولايات المتحدة، وتوفيت في 8 أبريل 2002.